# Molière (film, 2007)
Pour les articles homonymes, voir Molière (homonymie).
Pour plus de détails, voir Fiche technique et Distribution.
Molière est un film français de Laurent Tirard sorti en 2007.
Cette comédie exploite une période de la vie de Molière dont on ne sait rien, avant les grands succès à venir : idéal pour broder une histoire haute en couleur où bon nombre de pièces, aujourd'hui classiques, sont présentes « en situation » dans la vie du futur auteur reconnu.

## Synopsis
En 1645, Molière qui dirige la troupe de « L’Illustre théâtre », se retrouve en prison, à cause de dettes impayées. Il est tiré de prison par Monsieur Jourdain, un riche bourgeois qui veut s’attacher ses services, pour séduire Célimène, une marquise en vue à la cour.
Monsieur Jourdain, qui se rêve gentilhomme, projette de jouer une pièce de sa composition à Célimène. Dans son entreprise de rapprochement de la cour et de la noblesse, Monsieur Jourdain pense être aidé par Dorante, « son ami », un noble, en fait ruiné, et qui s’avère être un trompeur, uniquement intéressé par la fortune de Monsieur Jourdain et par les créances qu’il peut en obtenir. Pour ne pas éveiller les soupçons de Madame Jourdain sur les intrigues de son mari, Molière, qui se fait passer pour un prêtre du nom de Tartuffe, est donc engagé en tant que précepteur de la jeune fille des Jourdain, Louison.
Mais Madame Jourdain, Elmire, découvre bientôt la supercherie de cette identité (mais sans découvrir la véritable mission de Molière), après avoir lu, et aimé, un texte de théâtre écrit par Molière pour son mari. Une liaison naît entre Molière et Elmire.
Monsieur Jourdain, aveuglé par ses rêves de noblesse et obnubilé par sa flamme pour Célimène, ne se rend compte de rien. Alors que sa fille aînée, Henriette, aime un autre jeune homme, Valère, il a même accepté de la marier au fils de Dorante, Thomas, espérant ainsi en faire une comtesse et promettre sa descendance à la noblesse. Ni Molière, ni Madame Jourdain ne parviennent à déjouer ce projet de mariage forcé.
Monsieur Jourdain finit par jouer sa pièce dans le salon que tient Célimène. Dorante arrive à lui faire croire que c’est un succès complet mais Molière lui prouve bientôt qu’il lui a menti, que Célimène n’a pas été touchée par sa pièce et qu’elle se moque même de lui, en public.
Cet homme abusé, moqué, ridiculisé découvre, alors, que sa femme a un amant mais reste aveuglé sur le monde qui l’entoure. Au prix de ses sentiments et de sa liaison avec Elmire, Molière lui fait, alors, comprendre qu’il est cet amant et le conduit à reprendre pied dans la réalité.
Le jour du mariage entre Henriette et Thomas, on apprend, en pleine cérémonie, que tous les entrepôts de Monsieur Jourdain ont brûlé et qu’il est un homme ruiné. À cette nouvelle, Dorante décide de se retirer avec son fils et de ne pas procéder au mariage, nouvelle preuve de sa cupidité et de son absence de sentiment pour « son ami ». Juste après, on apprend que c’est Monsieur Jourdain qui a orchestré cette nouvelle, afin de confondre Dorante. Il fait alors entrer Valère et l’heureux mariage d’amour est consacré. Molière part et la famille Jourdain peut retrouver une forme d’équilibre.
Le comédien finit par retourner à Paris, pour retrouver ses amis et une troupe. Ils partent en tournée dans toute la France, pendant de nombreuses années. Ils n’en reviennent définitivement, qu’en 1658, date à laquelle la troupe de Molière se voit offrir la protection et le soutien de Monsieur, le frère du roi. Sa troupe s’appelle désormais la « troupe de Monsieur ». C’est à partir de là que la grande carrière de Molière, dramaturge, comédien, metteur en scène, va naître. C’est là aussi, à Paris, qu’il revoit Elmire gravement malade, à l’article de la mort. Elle lui a pardonné son départ et le sacrifice de leur liaison.

## Fiche technique
- Titre original : Molière
- Réalisation : Laurent Tirard
- Scénario : Laurent Tirard et Grégoire Vigneron
- Musique : Frédéric Talgorn
- Décors : Françoise Dupertuis
- Costumes : Pierre-Jean Larroque
- Photographie : Gilles Henry
- Son : Eric Devulder
- Montage : Valérie Deseine
- Production déléguée : Olivier Delbosc et Marc Missonnier
- Production exécutive : Christine de Jekel
- Sociétés de production : Fidélité Films, France 2 Cinéma et France 3 Cinéma
- Sociétés de distribution : Wild Bunch Distribution
- Budget : 16 000 000 €
- Pays d'origine :  France
- Dates et lieux de tournage : mai-juin 2006 : Château d'Ambleville, Le Mans, Paris, Château de Versailles, Château de Courances, Senlis, Noyers-sur-Serein, Château de Vaux-le-Vicomte, Abbaye de Chaalis.
- Langue originale : français
- Format : couleur — 35 mm — 2,35:1 (Panavision) — son Dolby SRD
- Genre : biographique
- Durée : 120 minutes
- Dates de sortie :
  - France : 31 janvier 2007
  - Belgique : 31 janvier 2007

## Distribution
- Romain Duris : Molière dit Tartuffe
- Fabrice Luchini : M. Jourdain
- Laura Morante : Elmire, la femme de M. Jourdain
- Édouard Baer : Dorante
- Ludivine Sagnier : Célimène
- Fanny Valette : Henriette, la fille ainée de M. Jourdain et d'Elmire
- Mélanie Dos Santos : Louison, jeune fille de M. Jourdain et d'Elmire
- Gonzague Montuel : Valère, l'amoureux de Henriette
- Gilian Petrovsky : Thomas, le fils de Dorante, qui veut travailler
- Sophie-Charlotte Husson : Madeleine Béjart
- François Civil : Louis Béjart à 14 ans
- Nicolas Vaude : Monsieur le Frère du Roy
- Arié Elmaleh : le maître de danse de M. Jourdain
- Éric Berger : le maître de peinture de M. Jourdain
- Annelise Hesme : Marquise du Parc
- Anne Suarez : Catherine de Brie
- Wilfred Benaïche : Jean Poquelin, le père de Molière
- Isabelle Caubère : Toinette
- Luc Tremblais : Gros-René
- Jean-Michel Lahmi : Pinel
- Philippe du Janerand : Bonnefoy, l'auxiliaire de M. Jourdain
- Marie Gili-Pierre : Geneviève
- Francis Van Litsenborgh : le notaire
- Jean-Claude Jay : Charles Dufresne
- François Toumarkine : l'huissier Missionier
- Isabelle Vitari : une précieuse
- Mayane Delem : une précieuse
- Clio Baran : la jeune actrice
- Ivan Cori : le jeune acteur

## Distinctions

### Récompenses
- Festival du film français en République Tchèque (2007) : prix du public[1].
- Cérémonie des Globes de cristal 2008 : meilleur acteur pour Romain Duris[2].

### Nominations
- 33e cérémonie des César (2008) :
  - César du meilleur acteur dans un second rôle pour Fabrice Luchini
  - César des meilleurs costumes pour Pierre-Jean Larroque
  - César des meilleurs décors pour Françoise Dupertuis
  - César du meilleur scénario original pour Grégoire Vigneron et Laurent Tirard
- Prix Jacques-Prévert du scénario 2008 pour Grégoire Vigneron et Laurent Tirard